# Sultanato di Damagaram
Il Sultanato di Damagaram era uno Stato musulmano pre-coloniale situato nell'attuale sud-est del Niger, il cui centro principale era la città di Zinder.

## Storia

### Ascesa
Il Sultanato di Damagaram fu fondato nel 1731 a Damagaram Takaya da aristocratici musulmani Kanouri, guidati da Mallam. Inizialmente Damagaram era uno Stato vassallo del decadente Impero di Kanem-Bornu, ma arrivò rapidamente a conquistare tutti gli Stati vassalli del Bornu occidentale. Negli anni 1830 il piccolo gruppo di nobili del Bornu e i loro seguaci conquistarono il regno di Mirriah, i sultanati Sassebaki (tra cui Zinder). Nel XIX secolo, Damagaram aveva assorbito 18 Stati vassalli di Bornu.
Nel 1736, con il trasferimento della capitale del Sultanato a Zinder, quest'ultima da piccolo villaggio Hausa divenne un importante centro del commercio trans-sahariano. La grande fortezza di Birni, a sud-ovest della città, fu costruita poco dopo e divenne un importante snodo per il commercio a sud attraverso Kano e a est verso il Bornu. Zinder e Zengou, il suo sobborgo tuareg, si espansero grazie a questo commercio.

### Massimo splendore

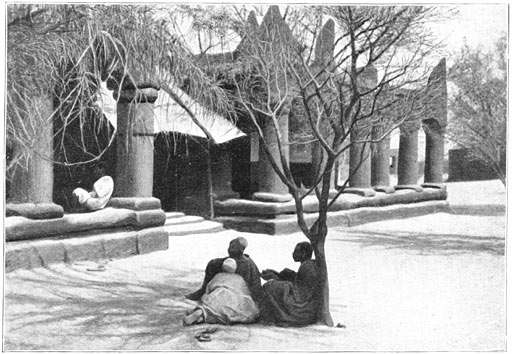
Il cortile del palazzo del Sultano nel quartiere Birni di Zinder, 1906

Damagaram ebbe rapporti contrastanti con l'altra grande potenza regionale, il Califfato di Sokoto, posto a sud. Se da una lato forniva aiuti agli Stati guidati da profughi animisti Hausa a ovest (nell'attuale Niger), che si erano formati sui resti di quelli conquistati dal Califfo di Sokoto, dall'altro Damagaram manteneva buone relazioni con i suoi vicini meridionali. Damagaram si trovava sulla principale rotta commerciale che collegava Tripoli a Kano, uno dei più potenti sultanati di Sokoto, rotta che forniva la linfa economica di entrambi gli Stati. Anche il commercio in direzione ovest-est, dal fiume Niger al Bornu, passava per Zinder, rendendo altrettanto redditizi i rapporti con i vicini animisti, come Maradi o i Gobirwa. Nel Damagaram si trovavano inoltre alcune delle più produttive miniere di sale del Bornu, oltre a fattorie che producevano piume di struzzo, molto apprezzate in Europa.
A metà del XIX secolo, i viaggiatori europei stimarono che lo Stato coprisse circa 70.000 chilometri quadrati e avesse una popolazione di oltre 400.000 persone, per lo più Hausa, ma anche Tuareg, Fulani, Kanuri, Arabi e Tebu. Al centro dello Stato c'era la famiglia reale, il sultano (in lingua hausa il Sarkin Damagaram) con le sue mogli (stimate in 300 dal visitatore Heinrich Barth nel 1851) e i suoi figli, e una tradizione di successione diretta (al figlio o al fratello). Il sultano governava attraverso due ufficiali principali: il Ciroma (comandante militare e primo ministro) e lo "Yakudima" (l'erede legittimo). Alla fine del XIX secolo, Damagaram poteva schierare un esercito di 5.000 cavalieri e 30.000 fanti. Poteva anche fare appello alle forze alleate della Kel Gres, una confederazione di Tuareg che erano stanziate vicino a Zinder e in altre parti del sultanato. Nella seconda metà del XIX secolo, nello Stato si producevano affusti e cannoni. Secondo Robin Law, tali artiglierie erano inefficaci per la guerra o raramente utilizzate in pratica.

### Conquista francese
Quando i francesi arrivarono in forze nel 1890, Zinder era l'unica città con più di 10.000 abitanti nell'attuale Niger. Damagaram si trovò minacciata da incursioni europee ben armate a ovest e dalle forze di Rabih al-Zubayr a est e a sud. Nel 1898 truppe francesi guidate dal capitano Marius Gabriel Cazemajou trascorsero tre settimane sotto la protezione del Sultano a Damagaram. Cazemajou era stato inviato a stringere un'alleanza con Rabih in funzione antibritannica e la corte del Sultano era allarmata dalla prospettiva di tale alleanza. Cazemajou fu assassinato da una fazione della corte e il resto dei francesi fuggì, protetto da altre fazioni. Nel 1899 una colonna composta dai resti della missione Voulet-Chanoine arrivarono finalmente a Damagaram per vendicare la morte di Cazemajou. Il 30 luglio 1899, nella battaglia di Tirmini, a 10 km da Zinder, le truppe franco-senegalesi, ben armate, sconfissero il sultano e conquistarono la capitale di Damagaram.
Con colonizzazione europea, Damagaram perse alcuni dei suoi territori originari e il suo più importante partner commerciale, la Nigeria.
Nel 1899 l'esercito colonia francese si stabilì a Zinder, capoluogo del 3º territorio militare del Niger. La città fu capoluogo del territorio civile dal 1912 al 1926, anno in cui, in seguito ai timori di rivolte Hausa e al miglioramento delle relazioni con i Djerma dell'ovest, la capitale fu trasferita nel villaggio di Niamey.
Il fratello del Sultano Ahmadou Mai Roumji si era schierato con i francesi e fu posto sul trono nel 1899, come Sultano Ahamadou dan Bassa. Nel 1906 i francesi, informati di una rivolta degli Hausa sostenuta del Sultano, misero sul trono un Sultano fantoccio. La linea reale fu poi ripristinata nel 1923. Il Sultanato continua tuttora a svolgere una funzione cerimoniale.

### Economia

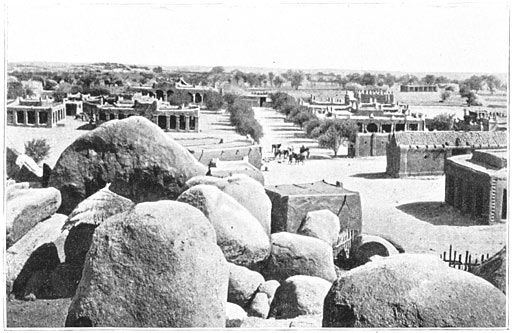
Vista sulla città di Zinder, presumibilmente dal forte francese (1906)

La ricchezza di Damagaram dipendeva da tre fonti correlate: i dazi e i proventi del commercio carovaniero, la cattura e il comercio di schiavi e le tasse interne.
Attraverso il commercio carovaniero, il Damagaram esportava principalmente schiavi, miglio e piume di struzzo. Le importazioni principali erano il sale e le armi da fuoco. Si stima che il mercato di Zinder vendesse 3.000 schiavi all'anno. Il regno compiva razzie per procurarsi schiavi, a volte anche fra i propri sudditi.
Anche il funzionamento interno del regno si basava molto sugli schiavi. La maggior parte dell'esercito era composta da soldati schiavi. Alcuni schiavi lavoravano nei campi, mentre altri servivano nell'amministrazione del regno.

### Politiche ambientali
Damagaram era originariamente un'area di caccia e raccolta. Con lo sviluppo del sultanato, i governanti incoraggiarono la popolazione rurale a espandere l'agricoltura. La maggior parte delle terre, soprattutto quelle che circondavano la capitale Zinder, appartenevano al Sultano e a pochi notabili. In tutti i casi, chi possedeva terre era obbligato a pagare un tributo annuale al sultano.
Per limitare il degrado ambientale di questa conversione all'agricoltura, il sultano Tanimoun dan Suleyman promulgò leggi che vietavano il taglio di alcuni alberi, con particolare attenzione all'albero gawo (Faidherbia albida) cha ha proprietà fertilizzanti: "Chi taglia un albero di gawo senza autorizzazione avrà la testa mozzata; chi lo mutila senza motivo avrà un braccio tagliato". Altri alberi protetti erano aduwa (Balanites aegyptiaca), kurna o magaria (Ziziphus spina-christi e Ziziphus mauritiana), madaci dirmi (Khaya senegalensis), magge e gamji (Ficus spp.). All'epoca il periodo di maggese per i terreni era di sei anni
L'autorità che il sultano rivendicava sugli alberi era una pratica nuova, che rompeva con le consuetudini del Sahel. Tradizionalmente, gli alberi erano considerati "doni degli dei" e non potevano essere posseduti da alcun individuo, ma appartenevano agli spiriti del cespuglio o a Dio. La politica del sultano Tanimoune ha dato vita a una nuova percezione: sono stati chiamati gli "alberi del sultano".

## Sultani di Damagaram
Il Sultanato di Damagaram è stato governato dai seguenti sultani:
- Mallam Yunus dan Ibram 1731–1746
- Baba dan Mallam 1746–1757
- Tanimoun Babami 1757–1775
- Assafa dan Tanimoun 1775–1782
- Abaza dan Tanimoun 1782–1787
- Mallam dan Tanimoun "Babou Tsaba" 1787–1790
- Daouda dan Tanimoun 1790–1799
- Ahmadou dan Tanimoun "Na Chanza" 1799–1812
- Sulayman dan Tanimoun 1812–1822
- Ibrahim dan Suleyman 1822-1841 (1º regno)
- Tanimoun dan Suleyman "Baki Jataou", "Dari" 1841-1843 (1º regno)
- Ibrahim dan Suleyman 1843–1851 (2º regno)
- Tanimoun dan Suleyman "Baki Jataou", "Dari" 1851-1884  (2º regno)
- Abba Gato 1884
- Suleyman dan Aisa 1884-1893
- Ahmadou dan Tanimoun "Mai Roumji", "Kouran Daga" 1893-1899
- Amadou dan Tanimoun dan Bassa 1899-1906
- Ballama 1906-1923 (reggente)
- Barma Moustapha 1923-1950
- Sanda Oumarou dan Amadou 1950-1978
- Aboubacar Sanda Oumarou 1978-2000  (1º regno)
- Mamadou Moustafa 2000-2011
- Aboubacar Sanda Oumarou dal 2011 (2º regno)